# ملكة جمال العالم 1998
ملكة جمال العالم 1998 هي نسخة مسابقة ملكة جمال العالم الثامنة والأربعين في تاريخ مسابقة ملكة جمال العالم منذ انطلاقتها عام 1951، عقدت مسابقة في 26 نوفمبر 1998 في منتجع بحيرة برجايا ماهي في جزيرة ماهيه، سيشيل. تنافست على التاج 86 متسابقة من جميع أنحاء العالم، مقدم الحفل رونان كيتنغ، ثم المغني الرئيسي لفرقة بويزون الآيرلندية، واستضاف هذا الحدث إيدن هاريل. كشفت الفائزة الإسرائيلية لينور أبارغيل ، بعد أيام من المنافسة أنها تعرضت للاغتصاب قبل أشهر من المسابقة. كانت تتوجها ملكة جمال العالم 1997 ، ديانا هايدن من الهند.

## النتائج

### المراكز النهائية
| النتائج النهائية      | المتنافسة |
| --------------------- | --- |
| ملكة جمال العالم 1998 | - إسرائيل - لينور أبارغيل |
| الوصيفة الأولى        | - هولندا - نيرينا روينيمانز |
| الوصيفة الثانية       | - بولندا - إيزابيلا أوبشوفسكا |
| أفضل 5                | - التشيك - الينا سيريدوفا - جنوب أفريقيا - كريشني نايكر                                                                              |
| أفضل 10               | - البرازيل - أدريانا ريس - تشيلي - دانييلا كامبوس - جامايكا - كريستين سترو - بيرو - ماريانا لاررابور - الولايات المتحدة - شونا غامبل |

### ملكات القارات للجمال
| المجموعة القارية | المتنافسة                     |
| ---------------- | ----------------------------- |
| أفريقيا          | - جنوب أفريقيا - كريشني نايكر |
| الأمريكتين       | - تشيلي - دانييلا كامبوس      |
| آسيا وأوقيانوسيا | - ماليزيا - لينا تيوه         |
| الكاريبي         | - جامايكا - كريستين سترو      |
| أوروبا           | - إسرائيل - لينور أبارغيل     |

## المتسابقات
- جزر العذراء الأمريكية - ويندي سانشيز
- أنغولا - ماريا مانويلا كورتيز دي ليموس جواو
- الأرجنتين - ناتاليا إليسا جونزاليس
- أروبا - جودلكا شهيرة بريسينو
- أستراليا - سارة جين كاميل سانت كلير
- النمسا - سابين ليندورفير
- البهاما - لتيشا هنريتا إنغراهام
- بلجيكا - تانيا ديكسترز
- بوليفيا - بيانكا باور انيز
- البوسنة والهرسك - سمرة توجا
- بوتسوانا - ايرثين بينكينيانا مبولاوا
- البرازيل - أدريانا ريس
- جزر العذراء البريطانية - فرجينيا أولين روبيان
- بلغاريا - بولينا بيتكوفا
- كندا - ليان بيرد
- جزر كايمان - جيما ماري ماكلولين
- تشيلي - دانييلا كامبوس
- كولومبيا - مونيكا مارسيلا كوارتاس خيمينيز
- كوستاريكا - ماريا لويزا أوريانا سالازار
- كرواتيا - ليلى شاهوف
- كوراساو - جانين فيرونيكا كولاستيكا
- قبرص - كريسانتي مايكل
- جمهورية التشيك - ألينا سيريدوفا
- جمهورية الدومينيكان - شارمين أريليس دياز كوستو
- الإكوادور - فانيسا ناتانيا جراف ألفير
- إستونيا - لي جورجينسون
- فنلندا - ماريت سايجا نوسيين
- فرنسا - فيرونيك كالوك
- ألمانيا - ساندرا أهرابيان
- غانا - إيفيا أوسوا مارفو
- جبل طارق - ميلاني سويزا
- اليونان - كاتيا ماري مارغريتوغلو
- غواتيمالا - غليندا إراسيما سيفونتس رويز
- هولندا - نيرينا روينيمانز
- هونغ كونغ - جيسي تشيو شوي يي
- المجر - إيفا هورفاث
- الهند - آني توماس
- إيرلندا - فيفيان دويل
- إسرائيل - لينور أبارغيل
- إيطاليا - ماريا كونسيتا ترافاجليني
- جامايكا - كريستين رينيه سترو
- اليابان - ري موشيزوكي
- كازاخستان - آنا كيربوتا
- كوريا - كيم كون وو
- لبنان - كليمنس الأشقر
- ليبيريا - أوليفيا بريشيان كوبر
- ليتوانيا - كريستينا باكارنيت
- ماليزيا - لينا تيوه بيك ليم
- مالطا - ريبيكا كاميليري
- موريشيوس - أونا سوجايا فولينا
- المكسيك - فيلما فيرونيكا زامورا سونيول
- نيبال - جيوتي برادهان
- نيوزيلندا - تانيا هايوارد
- نيكاراغوا - كلوديا باتريشيا ألانيز هيرنانديز
- نيجيريا - تيميتايو أوسوبو
- النرويج - هنرييت دانكرستن
- بنما  - لورينا ديل كارمن زاجيا ميرو
- باراغواي - بيرلا كارولينا بينيتيز جونزاليس
- بيرو - ماريانا لارابور دي أوربيغوسو
- الفلبين - راشيل مويوت سوريانو
- بولندا - إيزابيلا أوبيشوفسكا
- البرتغال - مارسيا فاسكونسيلوس
- بورتوريكو - أنطونيا ألفونسو باجان
- روسيا - تاتيانا مكروتشينا
- سينت مارتن - ميرتيل شارلوت بروكسون
- سيشل - ألفينا أنطوانيت غراند ديكور
- سنغافورة - غريس تشاي
- سلوفاكيا - كارولينا كاتيكوفا
- سلوفينيا - ميهيلا (ميشا) نوفاك
- جنوب أفريقيا - كيريشني نايكر
- إسبانيا - روكيو خيمينيز فرنانديز
- سوازيلاند - سيندي ستانكوش
- السويد - جيسيكا ماغدالينا تيريز ألميناس
- سويسرا - سونيا جراندجين
- تايبيه الصينية - تشن يي جو
- تنزانيا - باسيلا كالوبا موانوكوزي
- ترينيداد وتوباغو - جانيت ماري لا كايلي
- تركيا - بوكيت سايجي
- أوكرانيا - ناتاليا ناتوشوتشي
- المملكة المتحدة - إيمالين ماكلوغلين
- الولايات المتحدة - شونا جين جامبل
- أوروجواي - ماريا ديزيريه فرنانديز ماوتوني
- فنزويلا - فيرونيكا شنايدر رودريغيز
- يوغوسلافيا - جيلينا ياكوفليفيتش
- زامبيا - تشيسالا تشيبسا
- زيمبابوي - أنيت كامبارامي

## الروابط الخارجية
- موقع ملكة جمال العالم الرسمي
- Pageantopolis – Miss World 1998